# Теорема Судного дня

Динаміка росту населення Землі з 10 000 до н. е. до 2000 р.

Теорема Судного дня (англ. Doomsday argument, скорочено далі DA, немає усталеного перекладу на українську мову, зазвичай використовують англійську назву або скорочення DA) — це ймовірнісне міркування, яке претендує на те, щоб пророкувати майбутнє існування людської раси, виходячи тільки з оцінки числа людей, які жили до цього. Тобто, виходячи з припущення, що люди які живуть зараз перебувають у випадковому місці всієї хронології людської історії, є великі шанси того, що ми знаходимося посередині цієї хронологічної шкали. У явній формі це міркування було вперше запропоновано астрофізиком Брендоном Картером в 1983 році, в силу чого його іноді називають «катастрофою Картера»; дане міркування було послідовно розвинене філософом Джоном Леслі і було незалежним чином відкрито Річардом Готтом і Хольгер Бек Нільсеном. Схожі принципи есхатології були запропоновані Гайнцом фон Ферстером та іншими.
Спираючись на принцип Коперника, що стверджує посередність Землі, Брендон Картер висунув гіпотезу, що існує ймовірність, що людство зараз перебуває в середині відрізка часу, відведеного йому на існування. Тобто, половина всього можливого числа людей уже народилася, залишилося народитися на світ ще іншій половині. Вкрай малоймовірно, що ви — найперший(-а) з людей у світі, тобто, Адам (або Єва). І настільки ж малоймовірно, що саме ви — останній народжений на Землі представник людського виду.
Отже, ґрунтуючись на даному твердженні, можна спробувати розрахувати час, що залишився до кінця існування людської раси. Ось тут вступають в силу різні додаткові фактори і застереження.
Леслі міркує дещо іншим чином, застосовуючи формулу Баєса, яка пов'язує апостеріорну ймовірність якоїсь гіпотези з апріорною її ймовірністю та ймовірністю нової порції інформації, тобто свідчення, яке ми отримали в підтримку цієї гіпотези.
Леслі пише: «Припустимо, є дві гіпотези про те, скільки буде всього людей від неандертальців до „кінця світу“:
• Перша гіпотеза: всього буде 200 млрд людей (тобто кінець світу настане найближчим тисячоліття, оскільки всього на землі вже жило 100 млрд людей).
• Друга гіпотеза: всього буде 200 трлн людей (тобто люди заселять Галактику)».
І припустимо, що ймовірність кожного з фіналів дорівнює 50 % з точки зору якогось абстрактного космічного спостерігача (при цьому Леслі передбачає, що ми живемо в детерміністичному світі, тобто, хоча ми цього й не знаємо, але ця ймовірність твердо визначена самими властивостями нашої цивілізації). Тепер, якщо застосувати теорему Байєса і модифікувати цю апріорну ймовірність з урахуванням того факту, що ми виявляємо себе так рано, тобто серед перших 200 млрд людей, ми отримаємо зрушення цієї апріорної ймовірності в тисячу разів (різниця між мільярдами і трильйонами). Тобто ймовірність того, що ми потрапили в ту цивілізацію, якій судилося померти відносно рано, стала 99,95 %. Властивість наведених міркувань полягає в тому, що воно різко збільшує навіть дуже невелику ймовірність вимирання в XXI столітті.
Наприклад, якщо вона дорівнює 1 % з точки зору якогось зовнішнього спостерігача, то для нас, раз ми виявили себе у світі до цієї події, вона може становити 99,9 відсотків. (В припущенні, що в галактичній цивілізації буде 200000000000000 о.). З цього випливає, що, незважаючи на абстрактність і складність для розуміння даних міркувань, ми повинні приділяти не меншу увагу спробам довести або спростувати міркування Картера-Леслі, ніж ми витрачаємо на запобігання ядерної війни.

## Спростування

### Ми апріорі знаходимося в перших 5%
Якщо ви згідні зі статистичними методами, то неузгодження з DA означає істинність наступних тверджень: Ми знаходимося в числі перших 5 %, які коли-небудь народяться. Це не є чисто випадковим збігом.
Таким чином, ці спростування намагаються довести, що ми маємо право вважати себе одними з найраніших в історії людей.
Наприклад, припустимо, ви — учасник номер 50000 в деякому спільному проєкті, то тоді DA стверджує, що з імовірністю в 95 % у цьому проєкті ніколи не буде більш ніж мільйона членів. Це може бути спростовано, якщо якісь інші характеристики дозволяють вам вважати себе раніше вступившим учасником. Більшість звичайних користувачів воліють вступати в проєкти, коли вони близькі до завершення. Якщо для вас приваблива незавершеність проєкту, ми вже знаємо, що ви — незвичайний учасник, до того, як ми виявляємо ваше попереднє залучення.
Якщо у вас є вимірні атрибути, які відокремлюють вас від типового користувача DA, що відноситься до цього проєкту, DA може бути відкинутий на підставі того факту, що для вас природно опинитися в числі перших 5 відсотків. Аналогія з DA для повної людської популяції така: віра в пророкування імовірнісного розподілу людських характеристик, яке ставить нас і наших попередників у незвичайне положення серед усього безлічі людей (тобто в те, що ми самі ранні), означає, що ми вже знаємо, до реального виміру n, що ми, швидше за все, займаємо дуже ранню позицію в N.
Стаття Робіна Гансона підсумовує цю критику DA так: Всі не рівні один одному. У нас є хороші підстави вважати, що ми не є випадково обраними людьми з числа людей, які коли-небудь будуть жити.
Недоліки цього спростування: Питання в тому, як це передбачення, в якому ми впевнені, виводиться. Ми повинні володіти справжнім даром передбачення, щоб вхопити картину статистичного розподілу людства по всьому часу, до того, як ми можемо оголосити себе особливими членами цього розподілу. (На противагу цьому, піонери проєкту мають явним чином відмінну від звичайних людей психологію.)
```
Якщо більшість людей має характеристики, які ми не поділяємо, то можна було б стверджувати, що це еквівалентно DA, оскільки люди, «подібні нам»
 
— вимруть. (
Фрідріх Ніцше
 описав таку точку зору на псевдовимириання в «Так говорив Заратустра».)
```

### Критика: людське вимирання є віддаленою подією з апостеріорного погляду
Апостеріорне спостереження про те, що події вимирання є рідкісними, може бути запропоновано як свідчення того, що передбачення DA є непереконливими. Зазвичай вимирання домінуючого виду трапляються рідше, ніж один раз на мільйон років. Таким чином, звідси роблять висновок, що людське вимирання є малоймовірним протягом найближчих десяти тисячоліть.
У термінах байєсової логіки ця відповідь на DA говорить про те, що наше знання історії (або здатність запобігати катастрофи) дає нам мінімальне пріорное значення N величиною в трильйони. Наприклад, якщо N розподілено рівномірно 1012 до 1013, наприклад, то ймовірність того, що N <1 +200000000000, передбачувана на підставі n = 60000000000 буде вкрай малою. Це є цілком достовірним Байесови обчисленням, що відкидає принцип Коперника, на підставі того, що ми повинні бути «особливими спостерігачами», оскільки немає ніяких можливих способів вимерти для людства протягом найближчих декількох тисяч років.
Це заперечення випускає з уваги технологічні загрози вимирання людей, які не загрожували жившим раніше видам живих істот, і відкидається більшістю вчених, що критикують DA (можливо, за винятком Робіна Гансона).
Фактично, багато футурологів вважають, що емпірична ситуація набагато гірша, ніж вона передбачається в DA по Готту. Наприклад, сер Мартін Рис вважає, що технологічні ризики дають сумарну оцінку ризиків загибелі людської цивілізації в 50 % в XXI столітті. Більш ранні пророки робили схожі передбачення і «виявилися» неправі. Однак можливо, що оцінки були вірними, і нинішній образ їх як алармістів виник в результаті дії когнітивного спотворення, званого помилка виживших.

### Імовірність, що мене взагалі не існує
Наступним запереченням є те, що ймовірність того, що ви взагалі існуєте, залежить від того, скільки людей буде існувати (N). При більшому N більша ймовірність вашого існування, ніж у тому випадку, якщо тільки кілька людей будуть коли-небудь існувати. Оскільки ви насправді існуєте, це є свідченням того, що число людей, які коли-небудь будуть існувати, є великим.
Це заперечення, запропоноване спочатку Деннісом Дейком (1992), тепер відомо під ім'ям, яке йому дав Нік Бостром: «Заперечення, засноване на припущенні про самовиявлення» («Self-Indication Assumption objection»). Може бути показано, що деякі види Self-Indication Assumption не дають можливості зробити ніяких висновків про N на підставі n (поточної популяції).

### Множинність світів
Джон Істмонд у своїй статті «Вирішення проблеми Doomsday argument за допомогою концепції множинності світів» стверджує, що коли DA розшириться від своєї форми, пов'язаної з єдиною історичною хронологічній шкалою до тієї форми, яка має справу з безліччю безперервне розгалужених історій, пропонованої світовою інтерпретацією квантової механіки, то тоді з'ясовується, що ця узагальнена форма DA не чинить ніяких прогнозів про майбутнє повному розмірі людської популяції. Говорячи більш конкретно, якщо кожне кінцеве значення повної людської популяції реалізується в одному з можливих майбутніх, то тоді виявлення нашої поточної позиції не призводить до зміни наших апріорних знань про те, яке саме значення повної популяції ми виявимо в одному з безлічі людських майбутніх (припускаючи, що ми проживемо досить довго, щоб побачити кінець світу).

### Спростування DA через його співвіднесення з самим собою
Деякі філософи були настільки сміливі, щоб припустити, що тільки ті люди, яким відомий DA, належать до референтного класу людей. Якщо це дійсно правильний референтний клас, то Картер кинув виклик своїм власним прогнозам, коли вперше описував DA для членів Королівського товариства. Будь-який з присутніх членів суспільства міг би міркувати таким чином: «На даний момент тільки одна людина в світі розуміє Doomsday argument, так що згідно з його власною логікою, є шанси в 95 % на те, що це — малозначна проблема, яка коли-небудь зацікавить не більше 20 чоловік, а значить, я можу ігнорувати її».
Джеф Дьюанн і професор Петер Ландсберг припустили, що такий хід міркувань приводить до парадоксу щодо DA: Якщо який-небудь з членів суспільства дійсно б так подумав, це означало б, що він розуміє DA настільки добре, що це означало б, що насправді 2 людини його добре розуміють. І тоді б це означало, що є 95 % шанси того, що в реальності цією проблемою зацікавляться 40 чоловік. Крім того, ігнорувати щось тільки тому, що ви вважаєте, що цим коли-небудь зацікавляться не більше 40 чоловік, було б дуже недалекоглядним — і якби цей підхід був прийнятий, нічого нового ніколи не було б досліджено, якщо ми приймемо відсутність апріорних знань про предмет інтересів та механізмів залучення уваги.
Також можна подумати про те, що раз Картер дійсно виступив з доповіддю про свою теореми, ті люди, яким він її пояснив, обдумали DA, і це було неминуче, а отже, можна пояснити, що в момент пояснення Картер створив підстави для свого власного передбачення.